# Mary Balogh
Mary Balogh (n. 24 de marzo de 1944 en Swansea como Mary Jenkins) es una escritora de novela romántica histórica franco-canadiense. 

## Biografía

### Vida personal
Mary Jenkins nació y creció en Swansea, Gales, hija de Mildred "Double", un ama de casa, y Arthur Jenkins, pintor y escritor de rótulos. Se trasladó a Canadá conn un contrato para enseñar, de dos años, en 1967 después de dejar la universidad. Allí, conoció y se casó con su esposo canadiense Robert Balogh, un forense y conductor de ambulancias, y se estableció en la pequeña ciudad de Kipling, Saskatchewan, Canadá. Enseñó inglés en el instituto durantge una serie de años, y llegó a ser directora de la escuela. Tiene tres hijos: Jacqueline, Christopher y Sian, y cinco nietos: Matthew, Shianne, Jayden, Cash, y Christo.

### Carrera como escritora
De adulta, Balogh descubrió el mundo de la novela romántica histórica tal como lo escribía Georgette Heyer. La inmensa mayoría de las novelas de Balogh se han ambientado en Inglaterra o Gales durante la Regencia o la época georgiana. Aunque escribe romance histórico, las heroínas de Balogh, a menudo, no son "damas". Algunas son cortesanas, ilegítimas, mujeres "caídas" o "arruinadas". Todas ellas disfrutan de la pasión y, a menudo, el matrimonio o la conexión sexual preceden al reconocimiento del amor. 
Balogh comenzó su carrera como escritora en 1983, cuando escribió su primera novela, A Masked Deception por las tardes en la mesa de la cocina mientras la familia y el hogar funcionaban en torno a ella. A Masked Deception fue aceptada por Signet y publicada en 1985.  Mary Balogh ganó el Premio Romantic Times como la mejor escritora novel de Regencia ese año.
Tiene más de 60 novelas publicadas y más de 30 relatos cortos. Ha logrado éxito de crítica. Ha recibido numerosos premios, incluyendo el Romantic Times a los Logros de Toda una Carrera por sus historias breves de la Regencia en 1993 y ha aparecido en la lista de superventas del New York Times.

### Novelas individuales
Por orden de publicación
- A Masked Deception (1985)
  - también publicada como Desire After Dark en una promoción de perfume Prince Matchabelli
- The Double Wager (1985)
- Red Rose (1986)
- The Constant Heart (1987)
- Gentle Conquest (1987)
- Secrets of the Heart (1988)
- An Unacceptable Offer (1988)
- The Ungrateful Governess (1988)
- Daring Masquerade (1989)
- A Gift of Daisies (1989)
- The Obedient Bride (1989)
- Lady with a Black Umbrella (1989)
- The Incurable Matchmaker (1990)
- An Unlikely Duchess (1990)
- A Certain Magic (1991)
- Snow Angel (1991)
- The Secret Pearl (La perla secreta, 1991)
- Christmas Beau (1991)
- Beyond the Sunrise (1992)
- A Christmas Promise (1992)
- Deceived (1993)
- Tangled (1994)
- Longing (1994)
- Truly (1996)
- The Temporary Wife (1997)
- Thief of Dreams (1998)
- The Last Waltz (1998)
- A Matter of Class (2009 en rústica, 2010 en tapa dura)
- The Trysting Place (2020)
- Truly (2020)
- The Obedient Bride (2020)
- The Last Waltz (2020)
- Secrets of the Heart (2 de febrero de 2021)
- A gift of Daisies (6 de abril de 2021)

### Serie Mainwaring
1. A Chance Encounter (1985)
2. The Wood Nymph (1987)

### Serie Waite
1. The Trysting Place (1986)
2. A Counterfeit Betrothal (1992)
3. The Notorious Rake (1992)

### Serie Frazer
1. The First Snowdrop (1986)
2. Christmas Belle (1994)

### Serie Web
1. The Gilded Web (1989)
2. Web of Love (1990)
3. The Devil's Web (1990)
4. The Temporary Wife (1990)
5. A Promise of Spring (1990)

### Serie Brides & Wives
1. A Christmas Bride (1991)
2. Christmas Beau (1991)
3. The Ideal Wife (1991)
4. A Precious Jewel (1993)
5. Dark Angel (1994)
6. Lord Carew's Bride (1995)
7. The Famous Heroine (1996)
8. The Plumed Bonnet (1996)

### Serie Sullivan
1. Courting Julia (1993)
2. Dancing with Clara (1994)
3. Tempting Harriet (1994)

### Serie georgiana
1. Heartless (1995)
2. Silent Melody (1997)

### Trilogía Cuatro jinetes del Apocalipsis
1. Indiscreet (Un romance inoportuno, 1997)
2. Unforgiven (Un romance imperdonable, 1998)
3. Irresistible (Un romance irresistible, 1998)

### Relacionados con la familia Bedwyn

#### Precuelas Bedwyn
1. One Night for Love (Noche de amor, 1999)
2. A Summer to Remember (Momentos inolvidables, 2002)
3. The Proposal (2012)

#### Saga Bedwyn
1. Slightly Married (Ligeramente casados, 2003)
2. Slightly Wicked (Ligeramente perverso, 2003)
3. Slightly Scandalous (Ligeramente escandaloso, 2003)
4. Slightly Tempted (Ligeramente seductor, 2004)
5. Slightly Sinful (Ligeramente inmoral, 2004)
6. Slightly Dangerous (Ligeramente peligroso, 2004)

#### Cuarteto Simplemente
1. Simply Unforgettable (Simplemente inolvidable, 2005)
2. Simply Love (Simplemente enamorados, 2006)
3. Simply Magic (Simplemente mágico, 2007)
4. Simply Perfect (Simplemente perfecto, 2008)

### Trilogía Amantes
1. More than a Mistress (Más que una amante, 2000) (primera novela de Balogh publicada inicialmente en formado tapa dura)
2. No Man's Mistress (Amante de nacie, 2001)
3. The Secret Mistress (La amante secreta, 2011) (precuela de la serie)

### El Quinteto de los Huxtable
1. First Comes Marriage (Cásate conmigo, 2009)
2. Then Comes Seduction (Sedúceme, 2009)
3. At Last Comes Love (Por fin llega el amor, 2009)
4. Seducing An Angel (Seducir a un ángel, 2009)
5. The Secret Affair (Una aventura secreta, 2010)

### Septeto Survivors' Club
1. The Proposal (2012)[2]
2. The Suitor, e-book (2013)[3]
3. The Arrangement (2013)[4]
4. The Escape (2014)[5]
5. Only Enchanting (2014)[6]
6. Only a Promise (2015)[7]
7. Only a Kiss (2015)[8]
8. Only Beloved (May 3, 2016)

### Serie familia Westcott
1. Someone to Love (November 1, 2016)[9]
2. Someone to Hold (2017)
3. Someone to Wed (2017)
4. Someone to Care (2018)
5. Someone to Trust (2018)
6. Someone to Honor (2019)
7. Someone to remember (2019)
8. Someone to Romance (2020)
9. Someone to Cherish (29 de junio de 2021)

### Relatos cortos
Por orden de publicación:
- "The Star of Bethlehem" en A Regency Christmas (1989)*
- "Playing House" en A Regency Christmas II (1990)*
- "Golden Rose" en A Regency Valentine (1991)
- "The Best Christmas Ever" en A Regency Christmas III (1991)**
- "A Waltz Among the Stars" en A Regency Valentine II (1992)
- "The Treasure Hunt" en A Regency Summer (1992)
- "The Dark Rider" en Full-Moon Magic (1992)
- "The Porcelain Madonna" en A Regency Christmas IV (1992)**
- "The Substitute Guest" en Tokens of Love (1993)
- "The Wrong Door" en Rakes and Rogues (1993)
- "The North Tower" en Moonlight Lovers (1993)
- "No Room at the Inn" en A Regency Christmas V (1993)*
- "The Anniversary" en From the Heart (1994)
- "The Best Gift" en A Regency Christmas VI (1994)*
- "The Forbidden Daffodils" en Blossoms (1995)
- "Precious Rogue" en Dashing and Dangerous (1995)
- "The Surprise Party" en A Regency Christmas VII (1995)**
- "Guarded by Angels" en Angel Christmas (1995)***
- "The Betrothal Ball" en Love's Legacy (1996)
- "The Heirloom" en Timeswept Brides (1996)
- "The Wassail Bowl" en A Regency Christmas Feast (1996)***
- "The Bond Street Carolers" en A Regency Christmas Carol (1997)***
- "A Handful of Gold" en The Gifts of Christmas (El corazón de la Navidad, 1998)
- "Precious Rogue" en Captured Hearts (1999)
- "A Family Christmas" con reediciones de los relatos cortos marcados arriba con * en Under the Mistletoe (2003)
- "A Handful of Gold" en Chrtistmas Keepsakes (2005)
- "Spellbound" dentro de la antología Sucedió una noche (It happened One Night). (Hechizada, 2008)
- "A Handful of Gold en The Heart of Christmas (2009)
- "Almost Persuaded" en Bespelling Jane Austen (2010)
- "Only Love" en It Happened One Season) (2011)

* Reeditado en la antología del año 2003 Under The Mistletoe con un nuevo relato corto de Mary Balogh, A Family Christmas.
** Reeditado en la antología del 2015 "Christmas Gifts", sólo e-books.
*** Reeditado en la antología del 2015 "Christmas Miracles", sólo e-books.